# Charles de Wuilleret
Charles-Marie de Wuilleret, auch Karl von Wuilleret (* 2. Februar 1853 in Freiburg; † 8. Februar 1918 ebenda; heimatberechtigt in Freiburg und Romont) war ein Schweizer Jurist, konservativer Agrarpolitiker und Landwirtschaftsverbandsfunktionär.

## Leben

### Familie
Charles de Wuilleret entstammte dem Freiburger Patriziergeschlecht Wuilleret und war der Sohn des Politikers Louis de Wuilleret und von dessen Ehefrau Marie-Antoinette Léocadie, der Tochter des Politikers Antoine de Raemy de Bertigny (1793–1887). Der Bruder seiner Mutter war der katholische Geistliche und Rektor Charles de Raemy (1830–1922). Er war verschwägert mit den Politikern Georges Python und Paul Aeby.
In erster Ehe heiratete er am 30. Mai 1881 Laure Caroline (* 15. Juni 1854; † 6. Mai 1901), die Tochter von Charles Antoine Eichhorn; nach ihrem Tod war er seit 1903 mit Augusta Marie Sophie († 15. Dezember 1856; 29. April 1941), der Tochter von Auguste Frédéric Heimberg, verheiratet. Aus seiner ersten Ehe entstammten acht Kinder.
Er verstarb an einem Gehirnschlag.

### Werdegang
Charles de Wuilleret besuchte das Kollegium St. Michael in Freiburg sowie das Jesuitenkollegium in Dole und das Jesuitenkollegium (siehe Kantonsschule Kollegium Schwyz) in Schwyz.
Er erhielt eine landwirtschaftliche Ausbildung an der Ackerbauschule in Worms und anschliessend an der Rechtsschule, die erst 1889 der neu gegründeten Universität Freiburg als Juristische Fakultät angegliedert wurde.
Nach dem Erwerb des Rechtsanwaltspatents war er von 1880 bis 1882 als Rechtsanwalt in einer eigenen Advokatur in Freiburg tätig, bevor er von 1882 bis zu seinem Lebensende Oberamtmann des Saanebezirks war.
1888 wurde der katholische Geistliche Joseph Schorderet (1840–1893) festgenommen und in das Gefängnis verbracht, weil er sich in seinen Reden gegen die Regierung gewandt habe. Nach unterschiedlichen Darstellungen soll Charles de Wuilleret die Verhaftung veranlasst beziehungsweise die Freilassung verfügt haben.
Er nahm 1902 an der Hinrichtung von Etienne Chatton teil; dies war die letzte Hinrichtung im Kanton Freiburg.
Von 1906 bis zu seinem Tod war er im Verwaltungsrat der Schweizerischen Bundesbahnen, sein Nachfolger dort wurde Eugène Grand.
Er war Grundbesitzer in Bertigny.

### Politisches und gesellschaftliches Wirken
Charles de Wuilleret war vom 2. April 1907 bis zu seinem Tod, als Nachfolger des zurückgetretenen Aloys Bossy (1844–1913), katholisch-konservativer Nationalrat und dort Berichterstatter der Geschäftsprüfungs- und der Budgetkommission; sein Nachfolger im Nationalrat wurde Oscar Genoud (1878–1927).
Er war Präsident des Aufsichtsrats der Freiburger Kantonalbank und des Verwaltungsrats der Kunstdüngerfabrik Freiburg.
Er war ein Förderer der landwirtschaftlichen Genossenschaften und war auf verschiedenen Zuchtstiermärkten als Preisrichter tätig und auch Präsident mehrerer Preisgerichte.

## Mitgliedschaften
Charles de Wuilleret war Präsident des Verbands Freiburger landwirtschaftlicher Vereine, von 1897 bis zu seinem Tod des Verbands landwirtschaftlicher Genossenschaften des Kantons Freiburg (Fédération des syndicats agricoles du canton de Fribourg; FSA, 1993 fusioniert zur Fenaco), des Verbands der Westschweizer Zuchtgenossenschaften, des Verbands der Westschweizer landwirtschaftlichen Vereine, von 1899 bis 1918 erster Präsident des Schweizerischen Verbands der Schwarzfleckviehzuchtgenossenschaften, von 1908 bis 1917 Präsident des Stiermarkts in Bulle und von 1917 bis 1918 des Westschweizer Verbands für Kleinviehzucht. Sein Nachfolger im Verband landwirtschaftlicher Genossenschaften des Kantons Freiburg wurde der Staatsrat Emile Savoy.
1890 war er Gründungsmitglied der Schwarzfleckviehzuchtgenossenschaft Treyvaux.
Er war von 1897 bis 1918 Vorstandsmitglied des Schweizerischen Bauernverbands. Zudem war er Jurymitglied der Weltausstellungen von Paris, Wien und Mailand.